# АС Казале Калчо
Асочационе Спортива Казале Калчо (на италиански: Associazione Sportiva Casale Calcio) е италиански футболен отбор от град Казале Монферато, регион Пиемонт, състезаващ се в италианската Серия Д.

## История
Клубът е основан на 17 декември 1909 г. През сезон 1909 – 10 печели регионалния шампионат на Пиемонт, по това време трето ниво на италианския футбол. През следващия сезон Казале играе квалификации от региона Пиемонт заедно с Про Верчели и Ювентус, като завършва на второ място и впоследствие печели квалификационен плейоф срещу Расинг Либертас Милано за влизане в Прима категория на италианския футболен шампионат.
През сезон 1913 – 14 Казале става шампион на Италия. Отборът завършва на първо място в групата на отборите от региони Лигурия-Пиемонт и отново е първенец в последвалата група отбори от всички региони. Накрая се изправя на финал срещу Лацио. На 5 юли 1914 Казале разгромява Лацио със 7:1 като домакин, а в реванша на 12 юли побеждава в Рим с 2:0.
През 1928 – 29 клубът изпада в Серия Б, но през следващия сезон завършва на първо място там и се завръща в Серия А, където се задържа до 1934. През следващите сезони Казале последователно изпада в Серия Б, Серия Ц и Първа дивизия на Пиемонт. Клубът обаче светкавично изминава този път обратно и през 1937 – 38 се връща в Серия Б, но изпада още на следващата година. През 1945 – 46 успява отново да влезе в Серия Б, но отново се задържа там само за един сезон.
Следват дълги години на лутане между трето и четвърто ниво на италианския футбол до сезон 1992 – 93, когато Казале завършва на 8-о място в Серия Ц2, но поради финансови затруднения отказва да се състезава там и отива в Ечеленца. В ниските дивизии отборът печели Купата на Италия за аматьори през 1998 – 99. През следващите сезони Казале се движи между Серия Ц2 и Серия Д.
През сезон 2008 – 09 клубът завършва на трето място в Група А на Серия Д и влиза в Лега Про Секонда Дивизионе, откъдето изпада през 2013.

## Успехи
- Шампион на Италия (1):

1913 – 14
- Серия Б (1):

1929 – 30
- Купа на Италия (за аматьори) (1):

1998 – 99